# 薄叶大理糙苏
薄叶大理糙苏（学名：Phlomis franchetiana var. leptophylla）为唇形科糙苏属下的一个变种。